# Adolf Sperling
Adolf Sperling (* 22. September 1882 in Labes; † 11. November 1966 in Berlin-Wilmersdorf) war ein deutscher Jurist und Politiker.

## Leben
Nach dem Besuch des Gymnasiums in Culm studierte Sperling Rechtswissenschaften in Jena. Während seines Studiums wurde er 1903 Mitglied der Burschenschaft Germania Jena; 1955 wurde er Ehrenmitglied der Berliner Burschenschaft der Märker.
Nach dem Studium wurde er Bürgermeister von Schwersenz, seit 1917 war er Erster Bürgermeister von Deutsch Krone, dann von 1933 bis 1934 Oberbürgermeister von Quedlinburg. Während seiner Tätigkeit in Deutsch Krone wuchs die Stadt bedeutend.

## Werke
- Aus vergilbten Papieren der Stadt Deutsch Krone, 1928